# Riquiquí;Bronze-Instances(1-100)
Riquiquí;Bronze-Instances(1-100) è un album di remix della musicista venezuelana Arca, pubblicato dalla XL Recordings il 16 dicembre 2020. Si tratta di una raccolta di cento diversi remix del brano musicale Riquiquí (Kick I, 2020), elaborati dall'intelligenza artificiale di Bronze, per un totale di 5 ore e 50 minuti.

## Pubblicazione
I cento remix di Riquiquí pubblicati nell'album sono stati prodotti da un'intelligenza artificiale a cura di Bronze, una tecnologia che permette di creare «musica non statica, generativa e potenziata». Sul sito web della cantante viene inoltre lanciato un portale che trasmette in streaming un remix continuo della canzone, generato sempre da Bronze.
Arca ha annunciato e chiarito le caratteristiche del suo nuovo album poco dopo il rilascio, tramite i suoi canali social:

## Tracce
Testi e musiche di Alejandra Ghersi.
1. Riquiquí(i1);Bronze-Instance – 4:37
2. Riquiquí(ii2);Bronze-Instance – 2:59
3. Riquiquí(iii3);Bronze-Instance – 3:35
4. Riquiquí(iv4);Bronze-Instance – 5:07
5. Riquiquí(v5);Bronze-Instance – 4:59
6. Riquiquí(vi6);Bronze-Instance – 4:10
7. Riquiquí(vii7);Bronze-Instance – 2:44
8. Riquiquí(viii8);Bronze-Instance – 3:44
9. Riquiquí(ix9);Bronze-Instance – 4:05
10. Riquiquí(x10);Bronze-Instance – 3:55
11. Riquiquí(xi11);Bronze-Instance – 3:43
12. Riquiquí(xii12);Bronze-Instance – 3:30
13. Riquiquí(xiii13);Bronze-Instance – 2:37
14. Riquiquí(xiv14);Bronze-Instance – 5:05
15. Riquiquí(xv15);Bronze-Instance – 4:02
16. Riquiquí(xvi16);Bronze-Instance – 3:22
17. Riquiquí(xvii17);Bronze-Instance – 4:40
18. Riquiquí(xviii18);Bronze-Instance – 3:03
19. Riquiquí(xix19);Bronze-Instance – 4:02
20. Riquiquí(xx20);Bronze-Instance – 3:11
21. Riquiquí(xxi21);Bronze-Instance – 2:48
22. Riquiquí(xxii22);Bronze-Instance – 4:13
23. Riquiquí(xxiii23);Bronze-Instance – 3:02
24. Riquiquí(xxiv24);Bronze-Instance – 3:03
25. Riquiquí(xxv25);Bronze-Instance – 4:10
26. Riquiquí(xxvi26);Bronze-Instance – 3:29
27. Riquiquí(xxvii27);Bronze-Instance – 3:13
28. Riquiquí(xxviii28);Bronze-Instance – 3:05
29. Riquiquí(xxix29);Bronze-Instance – 3:46
30. Riquiquí(xxx30);Bronze-Instance – 2:36
31. Riquiquí(xxxi31);Bronze-Instance – 4:59
32. Riquiquí(xxxii32);Bronze-Instance – 3:21
33. Riquiquí(xxxiii33);Bronze-Instance – 3:36
34. Riquiquí(xxxiv34);Bronze-Instance – 3:48
35. Riquiquí(xxxv35);Bronze-Instance – 3:01
36. Riquiquí(xxxvi36);Bronze-Instance – 2:46
37. Riquiquí(xxxvii37);Bronze-Instance – 3:39
38. Riquiquí(xxxviii38);Bronze-Instance – 3:41
39. Riquiquí(xxxix39);Bronze-Instance – 4:30
40. Riquiquí(xl40);Bronze-Instance – 3:56
41. Riquiquí(xli41);Bronze-Instance – 3:42
42. Riquiquí(xlii42);Bronze-Instance – 2:04
43. Riquiquí(xliii43);Bronze-Instance – 3:43
44. Riquiquí(xliv44);Bronze-Instance – 3:40
45. Riquiquí(xlv45);Bronze-Instance – 2:53
46. Riquiquí(xlvi46);Bronze-Instance – 3:41
47. Riquiquí(xlvii47);Bronze-Instance – 4:37
48. Riquiquí(xlviii48);Bronze-Instance – 1:19
49. Riquiquí(xlix49);Bronze-Instance – 4:11
50. Riquiquí(l50);Bronze-Instance – 3:10
51. Riquiquí(li51);Bronze-Instance – 3:00
52. Riquiquí(lii52);Bronze-Instance – 4:27
53. Riquiquí(liii53);Bronze-Instance – 2:11
54. Riquiquí(liv54);Bronze-Instance – 3:50
55. Riquiquí(lv55);Bronze-Instance – 3:40
56. Riquiquí(lvi56);Bronze-Instance – 3:00
57. Riquiquí(lvii57);Bronze-Instance – 4:34
58. Riquiquí(lviii58);Bronze-Instance – 3:59
59. Riquiquí(lix59);Bronze-Instance – 3:33
60. Riquiquí(lx60);Bronze-Instance – 4:18
61. Riquiquí(lxi61);Bronze-Instance – 2:27
62. Riquiquí(lxii62);Bronze-Instance – 3:28
63. Riquiquí(lxiii63);Bronze-Instance – 4:20
64. Riquiquí(lxiv64);Bronze-Instance – 3:57
65. Riquiquí(lxv65);Bronze-Instance – 3:01
66. Riquiquí(lxvi66);Bronze-Instance – 3:35
67. Riquiquí(lxvii67);Bronze-Instance – 2:35
68. Riquiquí(lxviii68);Bronze-Instance – 4:05
69. Riquiquí(lxix69);Bronze-Instance – 2:54
70. Riquiquí(lxx70);Bronze-Instance – 2:40
71. Riquiquí(lxxi71);Bronze-Instance – 4:43
72. Riquiquí(lxxii72);Bronze-Instance – 3:59
73. Riquiquí(lxxiii73);Bronze-Instance – 3:17
74. Riquiquí(lxxiv74);Bronze-Instance – 3:51
75. Riquiquí(lxxv75);Bronze-Instance – 3:50
76. Riquiquí(lxxvi76);Bronze-Instance – 2:20
77. Riquiquí(lxxvii77);Bronze-Instance – 4:01
78. Riquiquí(lxxviii78);Bronze-Instance – 2:58
79. Riquiquí(lxxix79);Bronze-Instance – 3:31
80. Riquiquí(lxxx80);Bronze-Instance – 2:47
81. Riquiquí(lxxxi81);Bronze-Instance – 3:12
82. Riquiquí(lxxxii82);Bronze-Instance – 3:33
83. Riquiquí(lxxxiii83);Bronze-Instance – 3:49
84. Riquiquí(lxxxiv84);Bronze-Instance – 4:06
85. Riquiquí(lxxxv85);Bronze-Instance – 3:32
86. Riquiquí(lxxxvi86);Bronze-Instance – 2:13
87. Riquiquí(lxxxvii87);Bronze-Instance – 3:22
88. Riquiquí(lxxxviii88);Bronze-Instance – 1:46
89. Riquiquí(lxxxix89);Bronze-Instance – 3:45
90. Riquiquí(xc90);Bronze-Instance – 2:01
91. Riquiquí(xci91);Bronze-Instance – 4:22
92. Riquiquí(xcii92);Bronze-Instance – 3:05
93. Riquiquí(xciii93);Bronze-Instance – 3:19
94. Riquiquí(xciv94);Bronze-Instance – 2:22
95. Riquiquí(xcv95);Bronze-Instance – 4:34
96. Riquiquí(xcvi96);Bronze-Instance – 1:18
97. Riquiquí(xcvii97);Bronze-Instance – 3:09
98. Riquiquí(xcviii98);Bronze-Instance – 3:13
99. Riquiquí(xcix99);Bronze-Instance – 3:16
100. Riquiquí(c100);Bronze-Instance – 4:28

Durata totale: 350:08